# Demetrio Cloro
Demetrio Cloro (in greco Δημήτριος Χλωρός?, trasl.: Demétrios Chlorós; fl. XIV secolo) è stato un medico, astrologo e religioso bizantino che venne processato per il possesso di alcuni libri di magia.
Cloro era un protonotario, o segretario del patriarca, ed era stato "kanstresios", supervisore delle offerte. Fu processato dal patriarcato di Costantinopoli perché aveva trascritto testi con contenuti relativi a pratiche magiche, tra cui i Coerani e una parte o l'intera raccolta dei Cyranides. Cloro si difendeva basandosi sul valore medico dei testi. Altri medici che furono testimoni contro di lui chiamarono Cloro una disgrazia per l'arte della medicina e dissero che, considerandoli maghi, insultava Ippocrate e Galeno. Cloro fu successivamente condannato a vivere come monaco sotto sorveglianza nel monastero del Peribleptos.
Cloro è noto per aver oscillato tra la fede ortodossa e il cattolicesimo. Il decreto sinodale che lo ha condannato dà uguale peso al racconto della sua carriera ecclesiastica e dei suoi spostamenti tra Costantinopoli e la corte pontificia. Dal momento che altri ecclesiastici si pubblicizzavano come esperti praticanti dell'occulto, è improbabile che il semplice possesso di testi magici fosse la vera o la principale causa dell'azione contro di lui.
Le prove di un caso successivo, contro un medico di nome Gabrielopoulos, includevano la scoperta a casa sua di un libro di incantesimi di Cloro e la raccolta dei Cyranides. Si diceva che il taccuino di Cloro fosse "pieno di ogni sorta di empietà inclusi incantesimi, canti e nomi di demoni ".